# 首露王
首露王（しゅろおう、수로왕）は、金官加羅国の始祖と伝えられている古代朝鮮半島の王で、金海金氏の始祖。首露王は158年間国を治めたとも伝えられている。妃は阿踰陀（あゆだ）国の王女と伝わる許黄玉。阿踰陀国についてはインド、タイ、日本などの説あるが、日本またはインドのアヨーディヤーが最有力である。伝説ではクジボン（クジの岳）に降臨したという。

## 出生神話
『三国遺事』に抄録された『駕洛国記』（『駕洛国記』自体は逸書）によれば、天から亀旨峰（クジの岳）に6個の金の卵が降臨し、42年3月3日に首露王が生まれたとされる。また、このとき1人ではなく5人の王子とともに6つ子として卵から孵って、九干たちに育てられたとされている。韓国の一部では、この年代に、首露王を中心とした国家連合（六加耶連合、後の新羅の複伽耶会）が成立したとみなしている。金官国伽倻は『魏志倭人伝』には狗邪韓国（くやかんこく）と伝えられる国である。
首露王は天から降臨した金の卵から生まれたという伝説により金姓を名乗る。朝鮮の始祖もしくは神話上の王とされている人々は、高句麗の東明聖王、新羅の赫居世居西干や脱解尼師今など、卵から生まれたとする卵生説話を持つものが多く、これは、卵が神聖なものであるという北方騎馬民族の伝説に共通する。
『新増東国輿地勝覧』巻29・高霊県条には「伽耶山の女神である正見母主と天神『夷毗訶之』（イビガジ）から悩窒朱日と悩窒青裔の兄弟が生まれた。弟の悩窒青裔の異名が首露王であって金官加羅国を建国した。兄の悩窒朱日の異名は伊珍阿豉（イジンアシ）または内珍朱智で大伽耶を建国した。」と記録されている。
『三国史記』金庾信列伝によると、新羅の武将・金庾信は金官加羅国の王家の子孫であり、首露王は少昊（金天氏）の子孫であるという。

## 治世
『三国史記』の新羅本紀によると、102年に婆娑尼師今は年長で知識が豊かな金官国の首露王を召し出し、音汁伐国と悉直谷国の境界争いの評定をさせた。
『三国遺事』に引かれる『駕洛国記』によると、42年から199年まで158年間在位したという。

## 王陵
慶尚南道金海市に所在している。

## その他
- 金海天文台のプラネタリウムは出生神話に基づいて卵型になっている。
- 韓国ドラマ『鉄の王 キム・スロ』は首露王の少年期から即位するまでを描いた作品である。嘗て中国の皇帝を捕虜とし、中国を支配していた匈奴の皇族が祭祀として使っていた金の像（祭天金人）にちなんで、匈奴の皇族である日磾が金姓を持っていたことが、金姓のはじまりであり、『鉄の王 キム・スロ』ではそれを取り入れ、キム・スロは匈奴の一部族である祭天金人族の可汗キム・ユンの息子として生まれたという設定になっている[6]。